# Bukovel
 (janvier 2023).
Bukovel (ukrainien: Буковель) - est une des plus grandes stations de ski en Ukraine située près du village de Palyanytsya, municipalité de Yaremtche, au pied de la montagne de Bukovel, à une altitude de 920 mètres. Le point culminant de la station est la montagne de Dovga à 1 372 m. La saison s'étend de la fin de novembre jusqu’au milieu ou à la fin du mois d'avril. En 2012, Bukovel a été reconnue comme la station de ski qui connaît le développement le plus rapide au monde. Le domaine skiable est — sans commune mesure — le plus vaste et le plus moderne d'Ukraine. Boukovel se porte candidate à l'organisation des jeux olympiques d'hiver de 2018.

## Géographie
Situés près du village de Palyanytsya (Паляниця), à 30 km de la ville de Yaremche et à 100 km au sud-ouest de la ville d'Ivano-Frankivsk.
Les agglomérations environnantes :
- Yablounitsa, environ 15 km ;
- Tatarov, environ 10 km ;
- Yassynia, environ 25 km ;
- Vorokhta, environ 15 km.

Les télésièges sont de marques Doppelmayr et Leitner.
Le ski nocturne y est possible.

## Histoire
L’histoire de la station commence en 2000, avec la signature d’un accord entre la SARL Skorzonera et la société Horizon AL concernant la mise en place d’un complexe touristique et de loisirs fonctionnant toute l'année. Une pré-étude du territoire, ainsi qu’un examen des options possibles d’aménagement des domaines skiables et des axes de tracés des téléphériques de la première tranche ont été réalisés. De grandes entreprises étrangères, notamment les sociétés autrichienne Plan-Alp et canadienne Ecosign ont été associées aux études du territoire et à la rédaction du plan directeur. 
À la fin de l'année 2001, sur le versant nord de montagne de Bukovel, ont débuté les premiers travaux pour la mise en service du premier téléphérique d’une longueur de 691 m à partir de la station. En parallèle avec la construction du téléphérique a été développé l’aménagement du télésiège de type double sur le versant nord-ouest de la montagne de Bukovel. En septembre et octobre 2002, ce projet a été réalisé sous la forme d’un téléphérique d’une longueur de 1 000 m. 
L’année 2003 a été marquée par l'ouverture du deuxième versant avec la piste 2A et avec le télésiège double. En 2004, la piste 7A avec téléski a été ouverte, et les préparatifs actifs de la mise en place d’une station de ski à grande échelle ont commencé.
En 2003, 48 000 personnes ont passé leurs vacances à la station de ski « Bukovel » et en 2005/2006 – 206 000 personnes. En 2006/2007, près de 400 000 personnes ont visité la station. Pendant la saison 2007–2008, environ 850 000 touristes différents ont visité la station. En 2010/2011, 1,2 million de visites journalières ont été recensées à la station. 8  à   10 % du nombre total de vacanciers sont des touristes étrangers.
En 2012, la station de ski « Bukovel » a été reconnue comme la station de ski qui connaît le développement le plus rapide au monde.

## Infrastructure

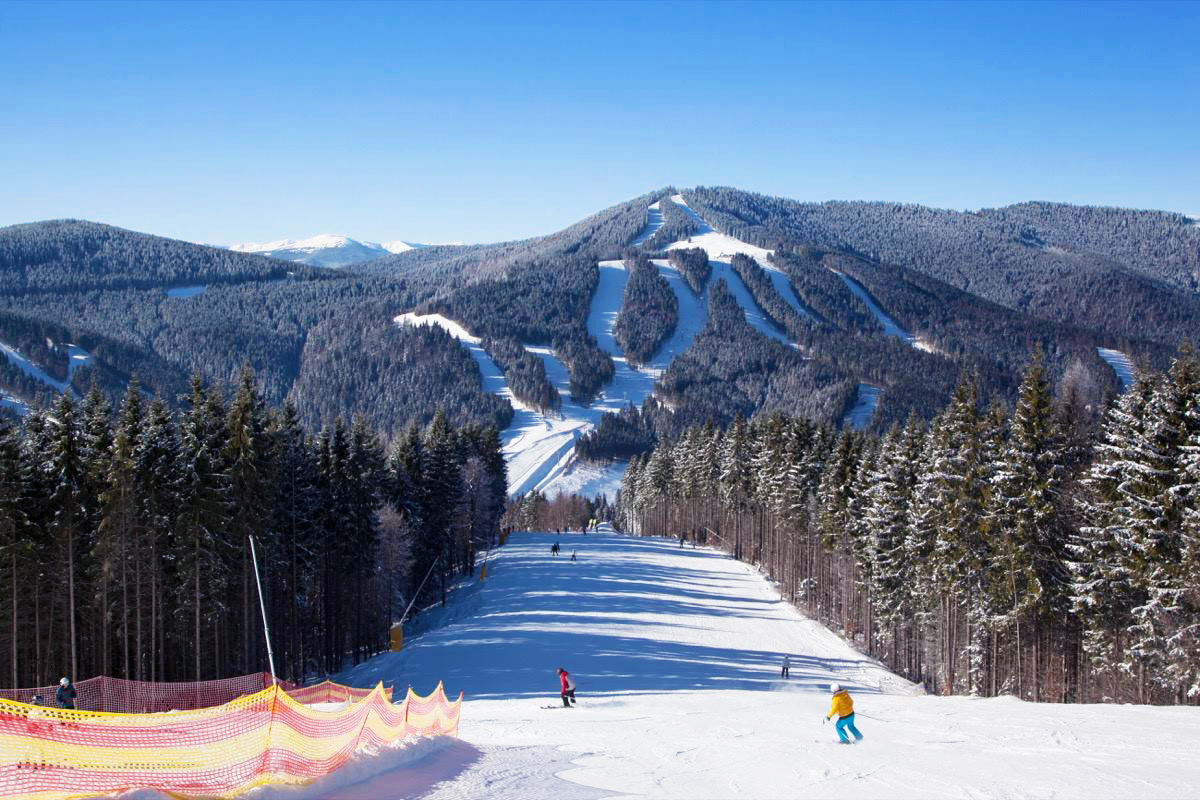
Pistes de ski de la station.

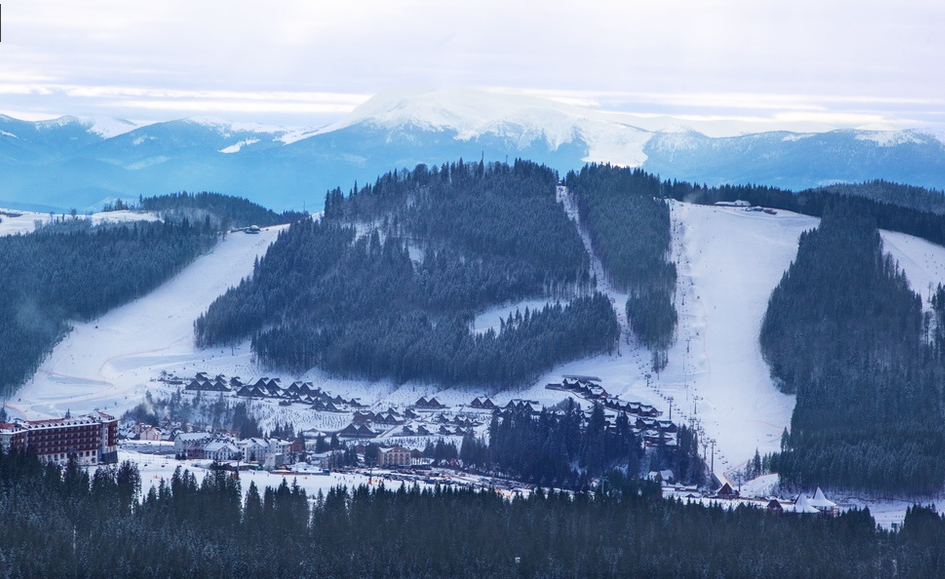
Résidentiel : maisons et hôtel Radisson BluBukovel.

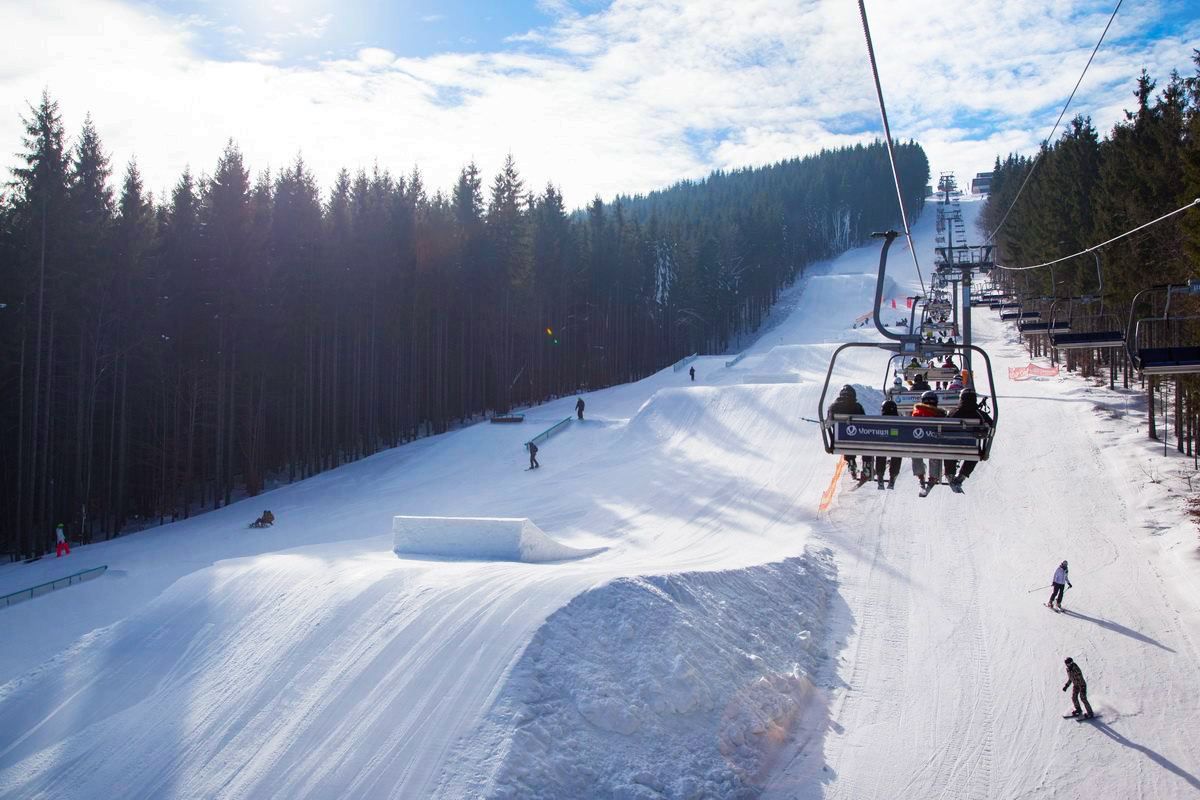
Bukovel Snow Park.

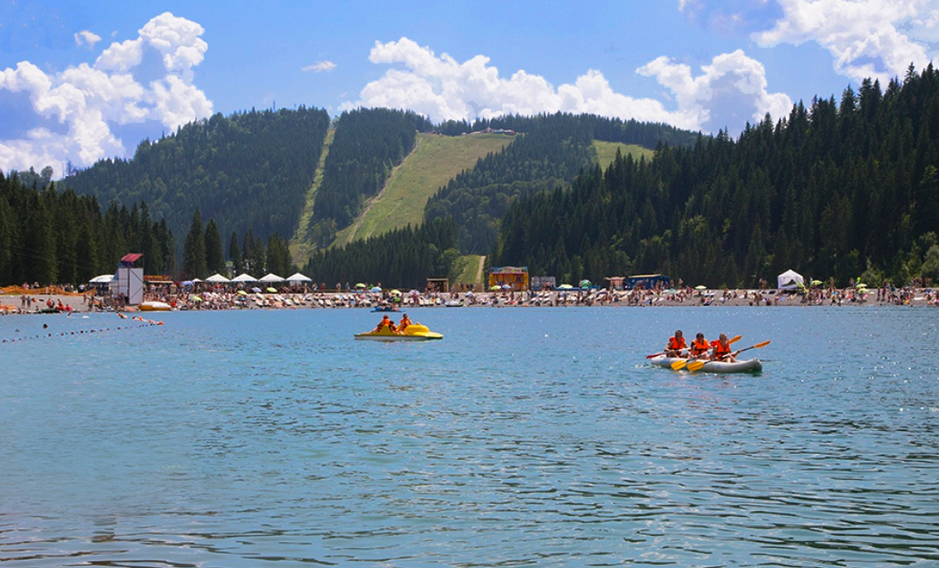
Le grand lac.

La station est un bourg avec une large gamme d’option de services pour pratiquer le sport, pour les affaires, le loisir ainsi que pour améliorer sa santé. 

### Sports
- 60 000 m pistes aménagées dont 100 % sont équipées de canons à neige.
- 63 pistes de ski alpin de tous les niveaux de difficulté.
- 16 remontées mécaniques avec une capacité de 34 700 personnes/heure.
- École de ski (y compris l’école spécialisée pour enfants).
- Bureaux de location des équipements.
- Snowpark.
- Parc cycliste.

### Hébergement
- Sept complexes hôteliers confortables sur place — nombre de chambres — 1 500 lits.
- Environ 12 000 lits de différentes catégories dans les environs de la station.
- Chalets 4 et 5 étoiles avec leur propre garage, piscine, sauna ainsi que ski-in et ski-out personnels[pas clair].

### Distraction
- Centre de loisirs « Buka »
- Lac avec système de chauffage écologique et territoire de plage aménagée
- Parc alpin de corde
- Patinoire
- Parc cycliste
- Randonnées en traîneaux à chiens
- Randonnées équestres
- Tours en quad
- Paintball / Airsoft
- Parc de l'Extrême
- Mur d'escalade
- Randonnées pédestres et excursions
- Rafting
- Motoneige
- Club enfant
- Centre de loisirs pour enfants Leopark
- Big-Airbag

### Santé

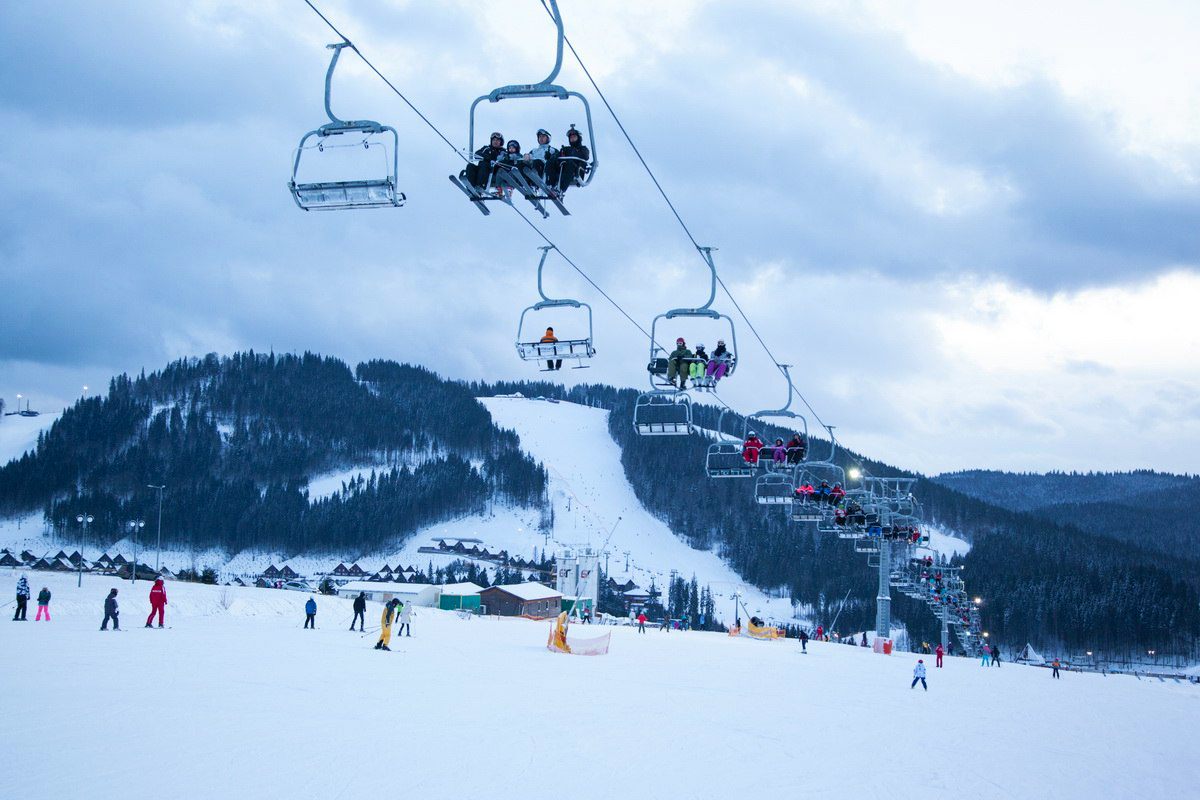
Quatre télésièges.

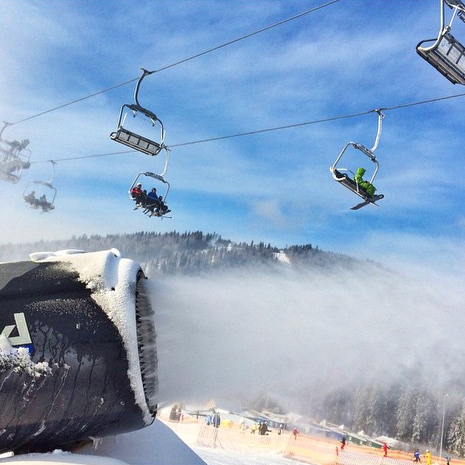
Canon à neige de la station de ski de Bukovel.

Depuis 2008 Bukovel se développe comme Centre de cure et de balnéo. Aujourd’hui, la station dispose d’un centre équipé de matériel diagnostique et médical moderne. Il se spécialise dans le traitement des problèmes de l’appareil locomoteur, du tube gastro-intestinal et des voies urinaires.
La station dispose d'une buvette gratuite avec de l'eau minérale naturelle dont les propriétés bénéfiques ont été validées par l'Institut de Balnéothérapie d’Odessa. L'eau est testée et certifiée.
En outre, la station est connue pour ses bains d'eau minérale et de concoctions de plantes.

## Domaine skiable
Bukovel est situé sur cinq montagnes : Dovga (1 372 m), Bukovel (1 127 m), Bulchineha (1 455 m), Babi Pohar (1 180 m), Tcherna Kleva (1 241 m). Ainsi, la station possède plus de 53 km de pistes de tous les niveaux de difficulté. Les pistes sont aménagées sur des versants spécialement préparés sur une couche d’herbe. Toutes les pistes sont équipées de canons à neige et protégées du soleil direct. Pour skier, les pistes sont préparées avec des machines spéciales : des poudreuses et des dameuses. L’éclairage de trois versants permet de skier même le soir.
En saison, 16 remontées mécaniques modernes avec une capacité totale de 34 700 personnes / heure fonctionnent à la station. Jusqu'à 15 000 personnes peuvent skier confortablement en même temps sur ces versants. 
- Nombre de piste : 56.
- Étendu de piste : entre 300 et 2 350 m.
- Classification des pistes : bleu, rouge, noir.
- Différence d'altitude : de 40 à 285 m.
- Pistes sportives pour le slalom géant et le ski de bosse (No 1А).

16 remontées :
- 11 – à quatre ;
- 1 – à deux sièges (No 2R) ;
- 1 – à trois sièges ;
- 1 – téléski (No 5) ;
- potences : 2.

## Bukovel Ski School
Bukovel Ski School, l’école de ski et de surf de neige « Bukovel », a été fondée en 2001 par des gestionnaires de la station et des entraîneurs de ski alpin et de planche à neige. L’activité de l’école vise à former des gens de tous les âges, à préparer des sportifs professionnels, à initier des gens à un mode de vie sain et au ski de montagne. 
Bukovel Ski School est organisateur principal des compétitions de ski alpin et de snowboard enfants, des compétitions d’amateurs, de sportifs et d’entraîneurs — plus de 30 événements pendant la saison d'hiver. 
Les partenaires permanents de Bukovel Ski School sont le Ministère de l'Éducation et des Sciences de l'Ukraine, le Ministère de la Jeunesse et des Sports, la Fédération de ski de l'Ukraine, le Comité National Olympique de l'Ukraine.
Tous les moniteurs de l'école ont été formés selon les normes internationales de la formation des formateurs de ski alpin et de snowboard - ISIA.

## Bukovel Bike Park
Bukovel Bike Park est un parc cycliste sur le territoire du complexe touristique Bukovel. Le parc est équipé de pistes pour de différentes disciplines de vélo de montagne (VTT) : Cross-Country, DownHill.
- Longueur des pistes pour la promenade à vélo : 46,7 km
- Longueur des descentes rapides : 4,7 km

Bike Park propose 10 itinéraires de complexité et de longueur variable : à partir des itinéraires de promenades et en allant jusqu’à DownHill et SuperD. Pendant la saison, le parc est visité par plus de 6 000 touristes. Bukovel Bike Park est l'organisateur et le lieu principal de nombreux événements cyclistes, notamment Bukovel Grand Bike Fest annuelle, le championnat national DownHill de l'Ukraine, Boukovel DH.

## Jeux Olympiques 2022
Bukovel s'intéresse à l’organisation des Jeux Olympiques d'hiver. Actuellement, l'Ukraine a déjà déposé une demande pour accueillir les Jeux Olympiques d'hiver en 2022 et Bukovel est considéré comme un des candidats clés pour obtenir le titre de la principale arène sportive des jeux.